# Frontier Developments
Frontier Developments is een Brits computerspelontwikkelaar gevestigd in Cambridge. Het bedrijf is in januari 1994 opgericht door David Braben. 
Naast de studio in Cambridge, heeft Frontier Developments sinds 2012 ook een ontwikkelstudio in Halifax, Canada.

## Ontwikkelde spellen
| Release | Titel                                          | Platform(s)                                                      |
| ------- | ---------------------------------------------- | ---------------------------------------------------------------- |
| 1995    | Frontier: First Encounters                     | DOS                                                              |
| 1995    | Darxide                                        | Sega 32X                                                         |
| 1998    | V2000                                          | PlayStation, Windows                                             |
| 2000    | Infestation                                    | PlayStation, Windows                                             |
| 2003    | Wallace & Gromit in Project Zoo                | GameCube, PlayStation 2, Windows, Xbox                           |
| 2003    | RollerCoaster Tycoon                           | Xbox                                                             |
| 2003    | RollerCoaster Tycoon 2: Wacky Worlds           | Windows                                                          |
| 2003    | Darxide EMP                                    | Symbian, Windows Mobile                                          |
| 2003    | RollerCoaster Tycoon 2: Time Twister           | Windows                                                          |
| 2003    | Dog’s Life                                     | PlayStation 2                                                    |
| 2004    | RollerCoaster Tycoon 3                         | iOS, Mac OS X, Windows                                           |
| 2005    | RollerCoaster Tycoon 3: Soaked!                | Mac OS X, Windows                                                |
| 2005    | RollerCoaster Tycoon 3: Wild!                  | Mac OS X, Windows                                                |
| 2005    | Wallace & Gromit: The Curse of the Were-Rabbit | PlayStation 2, Xbox                                              |
| 2006    | Thrillville                                    | PlayStation 2, PlayStation Portable, Xbox                        |
| 2007    | Thrillville: Off the Rails                     | PlayStation 2, PlayStation Portable, Wii, Windows, Xbox 360      |
| 2008    | LostWinds                                      | iOS, Wii                                                         |
| 2009    | LostWinds: Winter of the Melodias              | iOS, Wii                                                         |
| 2010    | Kinectimals                                    | Xbox 360                                                         |
| 2011    | Kinect Disneyland Adventures                   | Xbox 360                                                         |
| 2012    | Kinect Star Wars                               | Xbox 360                                                         |
| 2013    | Zoo Tycoon                                     | Xbox 360, Xbox One                                               |
| 2014    | Elite Dangerous                                | OS X, Windows                                                    |
| 2015    | ScreamRide                                     | Xbox One, Xbox 360                                               |
| 2016    | Planet Coaster                                 | Windows (consoleversie toegevoegd in 2020)                       |
| 2018    | Jurassic World Evolution                       | PlayStation 4, Windows, Xbox One                                 |
| 2019    | Planet Zoo                                     | Windows                                                          |
| 2021    | Elite Dangerous: Odyssey                       | Windows                                                          |
| 2021    | Jurassic World Evolution 2                     | PlayStation 4, PlayStation 5, Xbox One, Xbox Series X/S, Windows |
| 2022    | F1 Manager 2022                                | PlayStation 4, PlayStation 5, Xbox One, Xbox Series X/S, Windows |